# 베르흐냐야피시마

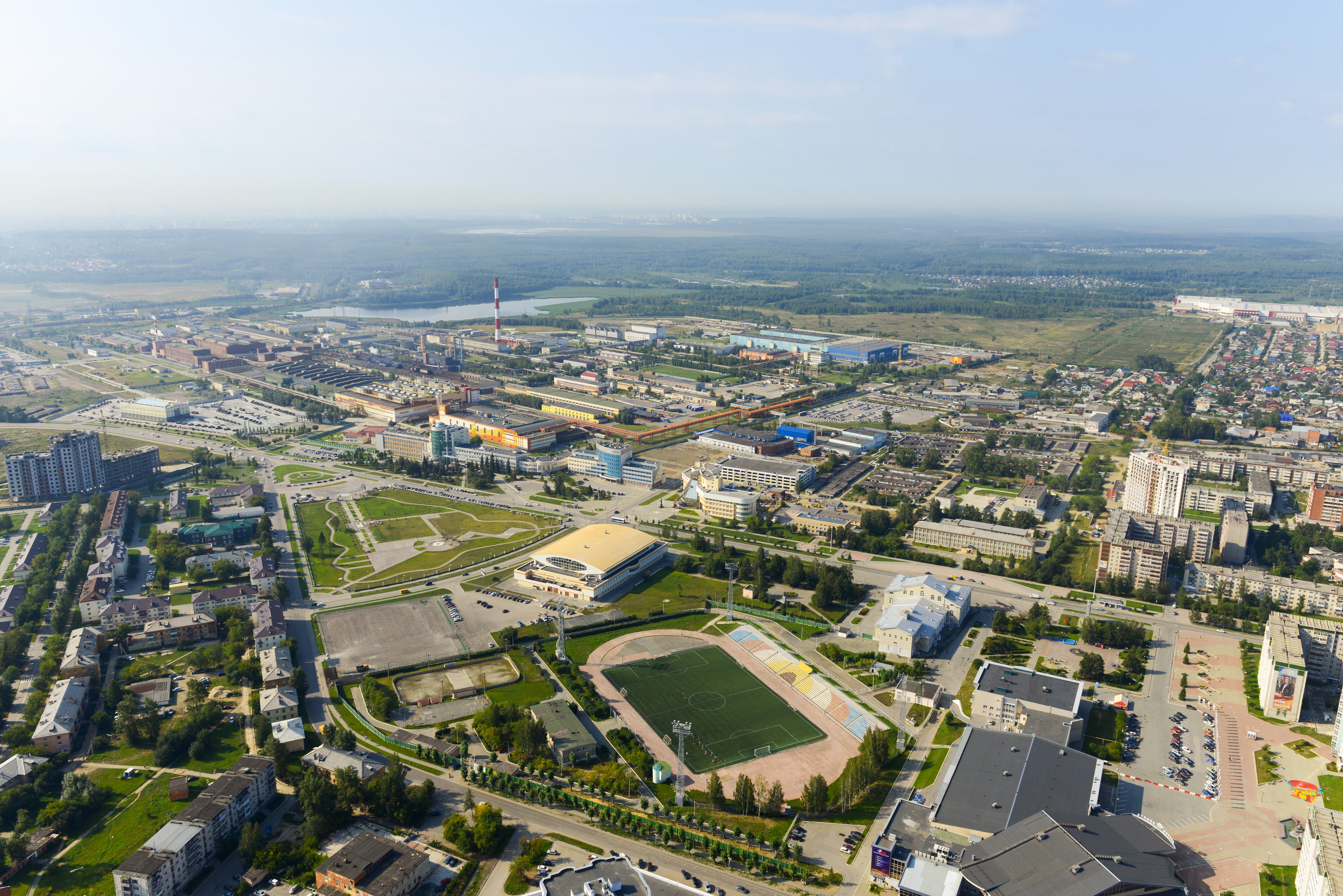

베르흐냐야피시마(러시아어: Ве́рхняя Пышма́)는 스베르들롭스크주의 도시로, 예카테린부르크에서 서쪽으로 15km 떨어져 있다. 피시마 강에 접해 있고 우랄스카야고르노메탈루르기체스카야 회사가 위치해 있다.